# Swamp Thing (animatieserie)
Swamp Thing is een Amerikaanse animatieserie gebaseerd op het gelijknamige personage van DC Comics. De serie was echter geen succes en liep slechts één seizoen van vijf afleveringen.

## Achtergrond
De serie werd geproduceerd door DIC Entertainment, en debuteerde op FOX Kids in april 1991. De tekenstijl van de serie sloot aan bij die van de standaard animatieseries over horror antihelden gemaakt voor kinderen, zoals Troma's Toxic Crusaders. Na reeds vijf afleveringen zette Fox Kids de serie stop. Wel werd de serie naderhand herhaald op Sci Fi Channel.

## Personages
Net als in de films en live-action serie was Swamp Thing in deze serie een gemuteerd mens, en geen elemental wezen zoals in de strips. Swamp Thing werkte samen met Tomahawk en Bayou Jack. Tomahawk was een indiaan, en leek in vrijwel niets op zijn stripversie. De schurken van de serie waren Anton Arcane en zijn gemuteerde handlangers, de Un-Men.

## Titelsong
De titelsong van de serie was een parodie op het nummer "Wild Thing" van The Troggs'. De eerste zinnen waren "Swamp Thing! ...You are amazing!"

## Cast
- Philip Akin ... Bayou Jack
- Harvey Atkin ... Tomahawk
- Len Carlson ... Swamp Thing
- Don Francks ... Dr. Arcane
- Paulina Gillis ... Abby
- Gordon Masten ... Skin Man
- Joe Matheson ... Weed Killer
- Jonathan Potts ... Delbert
- Errol Slue ... Dr. Deemo
- Richard Yearwood ... J.T.

## Afleveringen
1. The Un-Men Unleashed
2. To Live Forever
3. Falling Red Star
4. Legend Of The Lost Cavern
5. Experiment In Terror